# Schaenicoscelis elegans
Schaenicoscelis elegans là một loài nhện trong họ Oxyopidae.
Loài này thuộc chi Schaenicoscelis. Schaenicoscelis elegans được Eugène Simon miêu tả năm 1898.